# Stačilo!
Stačilo! (zkratka Stačilo!) je české levicově populistické politické hnutí vedené Komunistickou stranou Čech a Moravy, které bylo založeno v říjnu 2024. Navázalo na činnost stejnojmenné volební koalice.
Předsedou hnutí byl v březnu 2025 zvolen zakladatel hnutí Daniel Sterzik, prvním místopředsedou europoslanec a bývalý expert České pirátské strany na zdravotnictví Ondřej Dostál. Dalšími výraznými osobnostmi jsou lobbista za vodní dílo Dunaj–Odra–Labe Jan Skalický a zemědělský podnikatel Zdeněk Jandejsek.[zdroj?]

## Historie
Dne 10. října 2024 bylo na Ministerstvu vnitra ČR zaregistrováno Danielem Sterzikem politické hnutí Stačilo!
Forma hnutí byla zvolena proto, že pokud by ve sněmovních volbách 2025 kandidovaly společně subjekty volební koalice Stačilo!, založené v prosinci 2023, tedy Komunistická strana Čech a Moravy (KSČM), Spojení demokraté – Sdružení nezávislých (SD-SN) a Česká strana národně sociální (ČSNS), potřebovaly by ke vstupu do sněmovny, podle zákona o volebních koalicích, nikoli 5 %, ale až 11 % hlasů.
Dne 16. listopadu 2024 ústřední výbor KSČM rozhodl, že do nadcházejících sněmovních voleb nepostaví vlastní kandidátku, ale podpoří své kandidáty na listině hnutí Stačilo! KSČM a s ní spolupracující strany by tak nepotřebovaly vyšší volební kvórum, jako by tomu bylo v případě volební koalice. Předsedkyně KSČM a lídryně Stačilo! Kateřina Konečná prohlásila, že věří ve dvouciferný výsledek uskupení a že v případě svého zvolení do Poslanecké sněmovny se vzdá svého mandátu europoslankyně.
V březnu 2025 se konal neveřejný ustavující sněm hnutí, novináři na něj nebyli pozváni a hnutí o jeho konání neinformovalo ani na svých sociálních sítích. Předsedou byl zvolen Daniel Sterzik, 1. místopředsedou poslanec Evropského parlamentu Ondřej Dostál. Řadovou místopředsedkyní se stala Pavlína Procházková, členy předsednictva pak Petr Karola, Dana Kulichová a Dagmar Koníčková.
Lídryní kandidátní listiny hnutí ve sněmovních volbách na podzim 2025 bude předsedkyně KSČM Kateřina Konečná, kandidující v Moravskoslezském kraji. Lídry dalších kandidátek budou např. předseda Stačilo! Daniel Sterzik, předsedkyně SOCDEM Jana Maláčová, předseda ČSNS Michal Klusáček,[zdroj?] nebo moderátorka Jana Bobošíková. Na kandidátkách hnutí budou také členové stran SD-SN a Moravané.
V červnu 2025 bylo zahájeno policejní vyšetřování lídra kandidátky Stačilo! v Královéhradeckém kraji Michala Klusáčka pro podezření z extremismu, poté co na veřejném shromáždění mimo jiné prohlásil, že pokud budou podle něj „volby ukradeny“ a nebude možné změnit směřování země demokratickou cestou, „nazrál čas pro čtvrtý domácí odboj“.

### Možná spolupráce s dalšími stranami
Nově zvolená předsedkyně Sociální demokracie Jana Maláčová po svém zvolení uvedla, že vyjednává s Kateřinou Konečnou ohledně možné spolupráce do příštích sněmovních voleb. Možnost takové spolupráce se setkala s hlasitým nesouhlasem některých členů strany. Skupina bývalých sociálnědemokratických ministrů a zákonodárců vedená Jiřím Dienstbierem mladším poté požadovaly, aby se o takovém případném spojení hlasovalo ve stranickém referendu. V reakci na to Konečná prohlásila, že všechny strany a hnutí, které mají zájem spolupracovat ve Stačilo!, musí respektovat "základní požadavky" hnutí. Jako tyto požadavky uvedla zákon o zahraničních agentech, referendum o setrvání v EU a NATO a zestátnění veřejnoprávních médií. Stačilo! a SOCDEM se nakonec nedohodly. Podle Jany Maláčové se ukázalo, že Stačilo! nechce zdůrazňovat levicová témata, ale je postaveno ryze na antisystémovém programu.
Mezi dalšími zájemci o spolupráci s hnutím byla ČSSD – Česká suverenita sociální demokracie Jiřího Paroubka, která s koalicí již široce spolupracovala při krajských volbách. Vstup ČSSD byl ovšem zablokován ČSNS, jíž předseda Michal Klusáček uvedl, že vedení strany k tomu vedlo několik různých důvodů.
Předseda Přísahy Robert Šlachta nevyloučil spolupráci jeho strany s koalicí poté, co Motoristé sobě ohlásili samostatnou kandidaturu do sněmovních voleb. Na konci února 2025 však oznámil, že jednání již s hnutím ukončil, a to kvůli některým osobám hnutí a jejich postojům k Evropské unii a NATO, ze kterých by chtěly Česko vyvést.
V květnu 2025 došlo k dohodě s politickou stranou Moravané o účasti jejich kandidátů na kandidátkách hnutí. V červenci téhož roku došlo ke stejné dohodě také se SOCDEM.

## Program
Hnutí Stačilo! se ve svém programu deklaruje jako tradiční levicové hnutí, které se hlásí k sociální spravedlnosti, prosperujícímu hospodářství, dostupnému zdravotnictví a tradičním hodnotám jako národní identita či hrdost na kulturní dědictví České republiky. Dlouhodobě odmítá vojenskou pomoc Ukrajině a celkově odmítá účast českých vojáků na cizích vojenských operacích. Už od svého vzniku prosazuje referendum o vystoupení z EU a NATO.  Chce prosadit podmínky pro důstojný život seniorů, zdravotně postižených a sociálně znevýhodněných občanů. Věk odchodu do důchodu chce navázat podle průměrného věku dožití a zaměstnancům v náročných profesích chce umožnit dřívější odchod do důchodu. Garantuje minimální mzdu na úrovni alespoň 60 % mediánu hrubé mzdy v ČR. Je proti působení neziskových organizací ve školství, proti inkluzi, a naopak vyzdvihuje národní hrdost a tradiční rodinu, jež jsou podle slov některých představitelů hnutí ohrožovány „progresivistickými postoji“, jako je přijímání nelegálních migrantů či podpora stejnopohlavního manželství, či „genderovou ideologií“. Je pro zachování české koruny a argumentuje, že by se přijetím eura zdražily české potraviny. Dále má v plánu zestátnit veřejnoprávní média a přijmout zákon o registraci zahraničních agentů a neziskových organizací.
Programově hnutí sdílí percepci tradičních hodnot, kterou čerpá z historické zkušenosti, kterou představovala éra československé normalizace a programu KSČ od 70. let 20. století.

## Lídři v krajích pro volby do Poslanecké sněmovny 2025
| Kraj            | Lídr  | Lídr               | Lídr      | Výsledky KSČM a SOCDEM v roce 2021 dohromady | Výsledky KSČM a SOCDEM v roce 2021 dohromady |
| Kraj            | Jméno | Jméno              | Strana    | Hlasů                                        | Mandátů                                      |
| --------------- | ----- | ------------------ | --------- | -------------------------------------------- | -------------------------------------------- |
| Praha           |       | Jana Maláčová      | SOCDEM    | 6,1 %                                        | 0/23                                         |
| Středočeský     |       | Jana Bobošíková    | nezávislá | 8,0 %                                        | 0/26                                         |
| Jihočeský       |       | Jana Turoňová      | ČSNS      | 9,9 %                                        | 0/13                                         |
| Plzeňský        |       | Vítek Prokop       | Stačilo!  | 9,1 %                                        | 0/11                                         |
| Karlovarský     |       | Jiří Nedvěd        | SOCDEM    | 7,2 %                                        | 0/5                                          |
| Ústecký         |       | Jaroslav Komínek   | KSČM      | 7,1 %                                        | 0/14                                         |
| Liberecký       |       | Stanislav Mackovík | KSČM      | 6,5 %                                        | 0/8                                          |
| Královéhradecký |       | Michal Klusáček    | ČSNS      | 8,4 %                                        | 0/11                                         |
| Pardubický      |       | Roman Roun         | KSČM      | 8,9 %                                        | 0/10                                         |
| Vysočina        |       | Otakar Březina     | Stačilo!  | 11,2 %                                       | 0/10                                         |
| Jihomoravský    |       | Daniel Sterzik     | Stačilo!  | 8,1 %                                        | 0/23                                         |
| Olomoucký       |       | Vladimír Urbánek   | KSČM      | 8,5 %                                        | 0/12                                         |
| Zlínský         |       | Marie Pěnčíková    | KSČM      | 8,2 %                                        | 0/12                                         |
| Moravskoslezský |       | Kateřina Konečná   | KSČM      | 9,4 %                                        | 0/22                                         |